# Throscinus schwarzi
Throscinus schwarzi är en skalbaggsart som beskrevs av Schaeffer 1904. Throscinus schwarzi ingår i släktet Throscinus och familjen lerstrandbaggar. Inga underarter finns listade i Catalogue of Life.